# Fray Mamerto Esquiú megye
Fray Mamerto Esquiú egy megye Argentínában, Catamarca tartományban. A megye székhelye San José de Piedra Blanca.

## Települések
A megye a következő nagyobb településekből (Localidades) áll:
- Collagasta
- La Carrera
- El Hueco
- La Falda de San Antonio
- La Tercena
- Pomancillo Este
- Pomancillo Oeste
- San Antonio
- San José de Piedra Blanca
- Villa Las Pirquitas

Kisebb települései (Parajes):
| - Agua Colorada - Capilla del Rosario - Club Caza y Pesca | - La Tercera - Payahuaico - Quebrada El Cura |